# Real Bout Fatal Fury Special
Real Bout Fatal Fury Special (リアルバウト餓狼伝説SPECIAL?, Real Bout Garō Densetsu Special) è un videogioco di combattimenti a incontri del 1997 pubblicato dalla SNK per piattaforme Neo Geo. È il sesto capitolo della serie di videogiochi Fatal Fury ed è il secondo titolo nella sotto-serie Real Bout, subito dopo l'originale Real Bout Fatal Fury. Il gioco figura una grafica completamente nuova e il ritorno del sistema di gioco "su due piani" di Fatal Fury 2.

## Personaggi
Alfred Airhawk, Andy Bogard, Billy Kane, Blue Mary Ryan, Bob Wilson, Cheng Shin Zan, Duck King, Franco Bash, Geese Howard, Hon-Fu, Jin Chonrei, Jin Chonshu, Joe Higashi, Kim Kaphwan, Laurence Blood, Mai Shiranui, Sokaku Mochizuki, Ryuji Yamazaki, Terry Bogard, Tung-Fu Rue, White, Wolfgang Krauser